# ベン・ハー

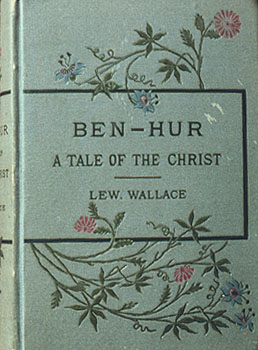
1880年の初版

『ベン・ハー』（Ben-Hur: A Tale of the Christ、副題『キリスト物語』）は、アメリカ合衆国の小説家ルー・ウォーレスが1880年に発表した長編小説である。アメリカで200万部を売るベストセラーとなった。架空の物語であるが、イエス・キリストはじめ『新約聖書』に登場する人物たちも作品中に出てくる。この長編小説は1899年に舞台化され、話題になり、何度も上演された。やがて映画の時代が訪れると1907年に最初の映画化がおこなわれた。まだ無声映画の時代だった1925年にフレッド・ニブロが監督し再び映画化され、大ヒットした。その後30余年を経てウィリアム・ワイラーが監督しチャールトン・ヘストンが主演した70ミリ幅のフィルムによるワイドスクリーンの作品が1959年に公開され、大ヒットし、第32回アカデミー賞では作品賞を始めとする11部門で受賞した。
第5話第14章の戦車競走のシーンは、ソポクレスの悲劇『エレクトラ』第680行から第763行までのオレステースの守り役による戦車競走と事故死の虚偽の報告から多くの着想を得ている。

## ストーリー

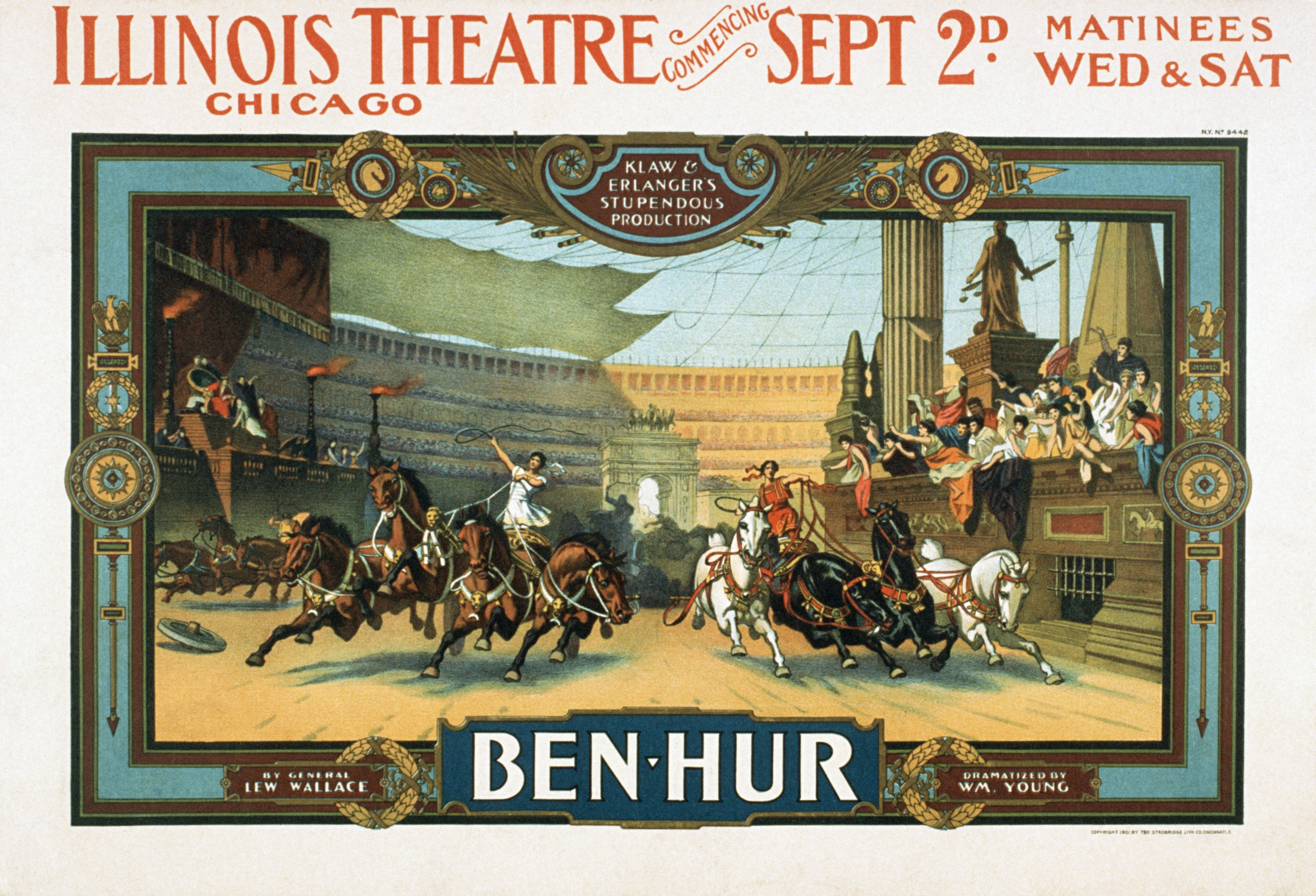
1901年のベン・ハーの舞台のポスター

ローマ帝国支配時代のユダヤ人貴族ベン・ハーの数奇な半生にイエス・キリストの生涯を交差させて描く。
紀元26年、ローマ帝国支配時代のユダヤにローマから一人の司令官メッサラが派遣される。メッサラは任地のエルサレムで幼馴染のベン・ハーとの再会を喜び合う。貴族の子でユダヤ人のベン・ハーとローマ人のメッサラは強い友情で結ばれていた。しかし、2人の立場はエルサレムでは支配者と被支配者。そのことが2人の友情に亀裂を生むことになる。その折も折、新総督グラトスの赴任パレードをベン・ハーと妹のティルザが屋上で見物しているとき、ベン・ハーが手すり越しに手をのせた古いタイルの破片が落下して危うく新総督にぶつかりそうになる事件が起きる。ベン・ハーは親友だったメッサラに総督暗殺未遂の濡れ衣をきせられ、家族離散、自身は当時奴隷以下の扱いの罪人にされる憂き目にあう。護送中、苦しむ彼に一杯の水をくれた若者がいた。この若者こそがイエス・キリストであることをベン・ハーはまだ知らなかったが、この出会いによって一時ベン・ハーの復讐心が氷解する。
罪人としてガレー船のこぎ手とされたベン・ハーは、番号で呼ばれ、船が沈没すれば捨てられる捨て駒の身分だったが、海戦において司令官アリウスの命を救う大殊勲をあげ、彼を見込んだアリウスの養子になる。その後ベン・ハーは戦車競走の新鋭として注目されることになる。ユダヤへ戻って家族を探していたベン・ハーは母と妹が死んだという報に涙し、メッサラへの復讐の鬼と化す。
やがてベン・ハーはエルサレムでの戦車競走で不敗のメッサラに挑むことになる。激闘の末、ライバルのメッサラを倒したベン・ハーは、メッサラから母と妹がハンセン病に感染して隔離場所にいることを知らされる。当時はハンセン病の効果的な治療法がなかったのでベン・ハーは偉大な霊力を持つと人々の間で信じられていたイエス・キリストのもとに二人を連れて行きその力にすがる。すると奇跡が起こり二人は完治した。三人はキリストに感謝する。

## 登場人物
- ベン・ハー（英語版） - 王族イタマールの息子ユダ・ベン・ハー。家族を救うためローマから帰郷、宿敵の復讐と反乱を計るが、剣を捨て信仰のため地下教会建立。
- クイントス・アリウス - ローマ帝国の艦隊提督。ティベリウス皇帝の命に従いローマ商船を襲う海賊を撃退する。ベン・ハーの養父。
- 族長イルデリム - アラブの豪商で莫大な財産を所有。賭博好きで同族の間でも遊興にひたる。ベン・ハーを信頼し支援する。
- メッサラ - ローマ帝国の司令官。父親も過去ユダヤ軍司令官でその当時の出会い以後ベン・ハーの親友だった。ローマ帝国主義に毒され冷酷となりユダヤを蔑視。ベンハーに新総督グラトス（英語版）暗殺未遂の濡れ衣をきせる。
- シモニデス - 隊商で世界を巡る豪商。ハー家の執事だった。自ら自由を捨て奴隷ラケルを妻とし娘エステルを得る。拷問後身を隠し商いを再開しハー家再興に尽力。
- エステル - シモニデスの娘としてハー家の奴隷に甘んじるが、ベン・ハーに思いを寄せるにつれ信仰を以て尽くすようになる。
- ミリアム - ベン・ハーの母。一人息子と娘を大事に育てた。新総督グラトス暗殺未遂事件の容疑者ベン・ハーの血族である理由で拘束され牢に投獄される。ハンセン病に罹患。
- ティルザ - ベン・ハーの妹。心優しく兄思い。母とともに牢に入れられて苦悩する。ハンセン病に罹患。
- アムラ - ベン・ハーとティルザの乳母。ハー家の女主人ミリアムとティルザの病を治すために救世主に引き合わせて奇跡を得る。
- バルタザル（英語版） - いわゆる「東方の三博士」の一人[11][12]。ベツレヘムで救世主と呼ばれる初子の誕生を見守り祝福。成長した救世主を探し続けるがイエスの最期とともに絶命する。
- イラス - バルタザルの美しい娘[13]。メッサラの手下で、ベン・ハーを誘惑する狡猾な女。恋愛を装いベン・ハーをだます。
- トルド - イラスに協力するメッサラの手下の男。暗殺の下手人。
- ドルサス - メッサラの部下。冷酷非道でメッサラのために悪業もいとわない。
- セクスタス - 新総督グラトスを迎えるための総督府待機役人の軍総司令官。メッサラと同格の地位で役職を引き継ぐ。
- ピラト - ローマ皇帝から配属されたユダヤ地方総督。グラトスの後任。『新約聖書』所収の『福音書』によれば、ユダヤ教の大祭司・祭司らの訴えを受けイエスの裁判を行い、死刑を宣告する。
- イエス - 大工ヨセフの徒弟[14]として登場する[9]。後にベン・ハーの母と妹をハンセン病から回復させる。最期に十字架上で刑死する。
- ヨセフ - ラビと呼ばれる大工[9]。
- マリア - イエスの母[9]。

## 映像化

### 1907年の映画
1907年につくられた最初の映画はわずか15分のサイレント映画であった。短編ながら以降の『ベン・ハー』と同じく、戦車競走を中心にしている。監督はカナダ人のシドニー・オルコットであった。制作会社は映画化料をめぐって原作者のウォーレスの遺族から訴えられている。このような事態は以後、小説の映画化において何度となく繰り返されることになる。

### 1925年の映画
2度目の映画化は1925年、ラモン・ノヴァロがベン・ハーを演じたサイレント映画である。これが大ヒットとなった。サイレント映画ながら前代未聞の390万ドルという未曾有の制作費が投下された大スペクタクル映画であった。群集の場面では実に12万人ものエキストラが動員されている。戦車競走の場面のフィルムの長さは全長60kmにも及んだが、編集されて229mになった。この戦車競走の場面こそが1959年版『ベン・ハー』の戦車競走シーンのモデルとなり、『スター・ウォーズ エピソード1/ファントム・メナス』のポッドレースの場面の元ネタとなったのである。メトロ・ゴールドウィン・メイヤー（MGM）によって製作されたこの映画は1925年の大ヒットとなり、550万ドルというサイレント映画史上第3位の興行収入を稼ぎ出している。あまりの人気に1930年代に入ると音声がついたバージョンも公開されている。

### 1959年の映画
1959年に公開された今作を監督した名匠ウィリアム・ワイラーは『ベン・ハー』で興行面の大ヒットで得た知名度や世界的な名作としての評価においてその揺るぎない地位を獲得した。第32回アカデミー賞にて作品賞・監督賞・主演男優賞・助演男優賞を始めとした11部門を獲得。

### 2003年の映画
2003年版の『ベン・ハー』はチャールトン・ヘストンのプロダクションであるアガメムノン・フィルムズが2003年にビデオ用に製作した80分のアニメ映画である。ベン・ハー役の声をチャールトン・ヘストン自身が演じている。

### 2010年のTVムービー
2010年版の『ベン・ハー』は、監督はスティーヴ・シル、脚本はアラン・シャープ、主演はジョセフ・モーガンが務めたイギリス・ドイツ・スペイン・カナダ・アメリカ合作のTVムービー。日本では2013年9月4日に2枚組の完全版DVDが発売された。

### 2016年の映画
2016年版の映画『ベン・ハー』は、監督はティムール・ベクマンベトフ、脚本はジョン・リドリーとキース・クラーク（Keith R. Clarke）、主演はジャック・ヒューストンが務めた。2016年8月19日に全米公開され、日本公開予定は2017年だったが最終的には日本での公開は見送られ、2017年2月8日にBlu-ray Disc、DVDが発売された。

### 2016年のオリジナル続編映画
2016年の映画『ベン・ハー 終わりなき伝説』（原題：In The Name Of Ben-Hur）は、西暦58年のベン・ハーの新たな戦いを描いたアクション映画。原作とは無関係。監督はマーク・アトキンス、主演はエイドリアン・ブーシェ。

## 出版物
- 原書初版：Ben Hur: A Tale of the Christ. New York: Harper & Brothers, 1880
- 省略版：The definitive modern abridgment. New York: Bantam Books, 1956

- 日本語訳一覧

リウ・ウォールス『星をめあてに』、松本赴訳、警醒社書店、1916年、全746頁。
レヰス・ウオーレス『ベン・ウール 第一世紀歴史小説』、フェデリコ・バルバロ、尾方壽惠(寿恵) 訳、中央出版社、1943年／ドン・ボスコ社、1946年、全488頁。
『ベン・ハー : 圧制・闘争・栄光』松本恵子訳、英宝社、1951年、全294頁。
『全訳ベン・ハー』新訂版、松本恵子訳、英宝社、1960年、全296頁。
『ベン・ハー』白石佑光訳、新潮社〈新潮文庫〉、1960年、全328頁。「バンタム版の省略本を底本にした自由訳」。
『ベン・ハー』飯島淳秀訳、角川書店〈角川文庫〉、1960年、全280頁。
『ベン・ハー : キリストの物語』、辻本庸子、武田貴子訳、松柏社〈アメリカ古典大衆小説コレクション 1〉、2003年、全593頁、ISBN 477540024X。

### 漫画
- 『ベン・ハー』全2冊、角田照雄 作画、女子パウロ会、1985年[25]。

## 藤子不二雄の2度の漫画化構想
藤子不二雄は1951年12月に高校3年でプロデビューしたが（新聞連載『天使の玉ちゃん』）、藤子不二雄の1人・藤本弘は、それよりも前から『ベン・ハー』の漫画化を構想していた。緻密なキャラクター設定を含む構想ノートが70枚以上残されている。
1952年の高校卒業時の春に宝塚市の手塚治虫邸を訪問し手塚と初対面した際に、藤子は『ベン・ハー』の漫画原稿を数枚持参している。手塚はNHKの『藤子不二雄ショー』にゲスト出演した際に「そのときは『上手だ』とほめたけれども、彼らが帰ったあと、（驚嘆のあまり仕事が手につかず）その日は描けやしませんよ。『すごい新人が現われたなあ』と驚きました」と述懐している。
藤子は手塚の紹介で出版社からオリジナル作品の単行本を依頼され、富山で長編漫画を執筆し、1953年7月に『UTOPIA 最後の世界大戦』を上梓して単行本デビューを果たす。すぐに同じ出版社から次作の単行本描き下ろしを依頼され、その候補となったのが『ベン・ハー』だった。その際に藤子は『ベン・ハー』の漫画原稿を5、6枚だけ執筆したが、結局単行本の発売は実現しなかった。地方での漫画執筆に限界を感じた藤本は、新聞社勤務と漫画家を兼業していた安孫子素雄を誘って、翌1954年に上京することになる。
『ベン・ハー』の原稿（1枚と数コマだけ現存）や構想ノートは、藤子・F・不二雄ミュージアムの展示や、関連書籍にて閲覧することができる。ちなみに藤子が漫画化を試みたのは1959年の映画が制作される前の話である。藤子不二雄の作品における本作の位置づけは藤子不二雄のベン・ハーを参照。

## 詰将棋
- 詰将棋作家としても著名な内藤國雄九段は、プロ入り直後に見た1959年版の映画に着想を得て構想を重ね、40余年後の2001年に「ベン･ハー」と題する詰将棋を完成し発表した[28]。「盤上、玉が斜めに動くのがゴルゴダの丘に向かうキリスト、槍(香)を斜めに打って、竜で追いかけるというのが戦車競争」[29]との思いを込めた111手詰みの長編の中に数々の趣向が織り込まれていて[28]、映画の世界観を表現するという詰将棋の新たな地平を切り拓いた名作と評価される[要出典]。